# Vorberge
Die Vorberge sind ein bis 353 m ü. NHN hoher Höhenzug des Niedersächsischen Berglands im niedersächsischen Landkreis Hildesheim (Deutschland).
Zusammen mit den Sieben Bergen und dem Sackwald gehören die Vorberge zur geologischen Struktur der Sackmulde.

## Geographie

### Lage
Der Höhenzug Vorberge erhebt sich am östlichen Rand des Leineberglands im Niedersächsischen Bergland. Er liegt zwischen Alfeld an der Leine im Südwesten und Sibbesse an der Alme im Norden.
Umgeben sind die Vorberge von den Höhenzügen Hildesheimer Wald im Norden, Sauberge im Ostnordosten, Harplage im Ostsüdosten, Heber im Südosten, Sackwald im Süden und Sieben Bergen im Westen. In den zuletzt genannten Höhenzug gehen sie topografisch betrachtet nahtlos über. Innerhalb und am Rand der Vorberge entspringen mehrere Bäche, deren Wasser früher oder später in die westlich verlaufende Leine oder die nordöstlich fließende Innerste münden; somit liegen sie auf der Wasserscheide zwischen den beiden Flüssen.

### Naturräumliche Zuordnung
Die Vorberge gehören in der naturräumlichen Haupteinheitengruppe Weser-Leine-Bergland (Nr. 37) und in der Haupteinheit Alfelder Bergland (377) zur Untereinheit Sieben Berge und Sackwald (377.4).

### Erhebungen
Zu den Erhebungen der Vorberge gehören – sortiert nach Höhe in Meter (m) über Normalhöhennull (NHN):
- Hainberg (353 m)[1] – westsüdwestlich von Sibbesse
- Bremberg (Brahmberg; 352,6 m)[2] – südsüdwestlich von Sibbesse
- Wolfdehnsberg (348,4 m)[1] mit Ostflanke Hettberg – südwestlich von Sibbesse
- Sommerberg (335 m)[1] – südwestlich von Westfeld
- Wernershöhe (327,9 m)[1] – südwestlich von Wrisbergholzen, Ortsteil von Westfeld – mit Fernmeldeturm
- Heiligenholzberg (ca. 305 m)[3] – westlich von Adenstedt
- Hainholzberg (ca. 300 m)[1] – südwestlich von Adenstedt an Nahtstelle zum Sackwald
- Roseberg (263 m)[1] – nordöstlich von Langenholzen, Ortsteil von Alfeld

### Fließgewässer
Zu den Fließgewässern in und an den Vorbergen gehören (im Uhrzeigersinn betrachtet, beginnend im Norden):
- Despe, passiert die Vorberge im Norden in Ost-West-Richtung fließend, östlicher Zufluss der Leine
- Hahmbach, entspringt im nordnordwestlichen Teil der Vorberge an Nahtstelle zu Sieben Bergen, südlicher Zufluss der Despe
- Alme, entspringt in den nördlichen Vorbergen, westlicher Zufluss der Riehe
- Riehe, passiert die Vorberge im Osten in Süd-Nord-Richtung fließend, südwestlicher Zufluss der Lamme
- Holzener Bach, entspringt in den ostnordöstlichen Vorbergen, westlicher Zufluss der Alme
- Subeek, entspringt in den östlichen Vorbergen, südwestlicher Zufluss der Alme
- Gehbeek, entspringt in den östlichen Vorbergen, südwestlicher Zufluss der Alme
- Warnebach, entspringt in den südwestlichen Vorbergen, nordöstlicher Zufluss der Leine

### Ortschaften
Zu den Ortschaften am Rand der Vorberge gehören (im Uhrzeigersinn betrachtet, beginnend im Nordwesten):
- Eberholzen, am Hahmbach, nordnordwestlich der Vorberge
- Sibbesse, im Einzugsgebiet der Despe, nördlich der Vorberge
- Westfeld, im Einzugsgebiet der Alme, nordöstlich der Vorberge
- Wrisbergholzen, am Holzener Bach, ostnordöstlich der Vorberge
- Almstedt, an der Alme, etwas östlich der Vorberge
- Grafelde, im Einzugsgebiet des Holzener Bachs, östlich der Vorberge
- Sellenstedt, im Einzugsgebiet der Subeek und Gehbeek, östlich der Vorberge
- Adenstedt, im Einzugsgebiet der Riehe, ostsüdöstlich der Vorberge
- Sack, am Warnebach, südwestlich der Vorberge
- Langenholzen, am Warnebach, südwestlich der Vorberge

## Schutzgebiete
In den Vorbergen liegen vier Naturschutzgebiete (NSG): auf der Ostflanke des Brembergs das NSG Karlsberg (CDDA-Nr. 82041; 1960 ausgewiesen; 13,8 ha groß), auf der Ost- und Südflanke der Wernershöhe das NSG Wernershöhe (CDDA-Nr. 166251; 1994; 87 ha), auf dem unteren Teil der Ostflanke der Vorberge bei Wrisbergholzen das NSG Alter Schlosspark Wrisbergholzen (CDDA-Nr. 162120; 1984; 9 ha) und auf der Südwestflanke des Höhenzugs beim Alfelder Ortsteil Sack das NSG Schiefer Holzer Berg (CDDA-Nr. 165384; 1984; 12 ha). Zudem befinden sich in den Vorbergen Teile der Landschaftsschutzgebiete Sieben Berge und Vorberge (CDDA-Nr. 324552; 1989; 33,688 km²) im Nordnordwesten und Sackwald (CDDA-Nr. 324064; 1991; 45,14 km²) im Südsüdosten. Im Nordnordwesten des Höhenzugs liegen auch Teile des Fauna-Flora-Habitat-Gebiets Sieben Berge, Vorberge (FFH-Nr. 3924-301; 27,11 km²).

## Schulenberger Kapelle
Auf der Südwestabdachung der Vorberge liegen etwa 700 m nordöstlich des Alfelder Ortsteils Sack die Ruinenreste der vermutlich aus der zweiten Hälfte des 15. Jahrhunderts stammenden Schulenberger Kapelle (⊙; selten Schulenburger Kapelle genannt). Von einigen Bäumen gesäumt befinden sie sich in einem Acker auf etwa 185 m Höhe auf dem unteren Südwestteil des Holzerbergs (Holzer Berge), der Südwestflanke der Wernershöhe (327,9 m). Von der Ruine, die möglicherweise Teil einer früheren Siedlung war, sind nur noch die über 50 cm starken Umfassungsmauern aus Kalkbruchstein vorhanden.

## Verkehr und Wandern
Die unbesiedelten Vorberge sind auf der in Alfeld von der Bundesstraße 3 abzweigenden, kurvenreichen Landesstraße 485 zu erreichen. Sie verbindet Alfeld in Richtung Nordosten mit Sibbesse und dem weiter nördlich gelegenen Hildesheim. Die Vorberge sind von mehreren Forst- und Wanderwegen durchzogen.